# Gorgadji (département)
Pour les articles homonymes, voir Gorgadji.
Gorgadji  est un département du Burkina Faso située dans la province de Séno et dans la région Sahel.
En 2006, le dernier recensement comptabilise 30 630 habitants

## Villages
- Bangataka
- Bangataka-Léré
- Bouloye-Siguidi
- Boundougnoudji
- Demniol
- Diobbou
- Gorgadji, chef-lieu
- Gorouol-Galolé
- Guidé
- Lelly
- Léré
- Oulfou-Alfa
- Pétéguersé
- Tadjo
- Tiékaledji
- Tonga